# Carl Boesen
Carl Emil Boesen født 20. december 1896 i Aarhus var en dansk atlet og bankassistent.
I 1917 blev han AGFs første danske mester og landsholdsdeltager, da han vandt det danske mesterskab i trespring med 12,99 meter. Han var medlem i Københavns IF 1919-1920. Hvor efter han i august 1920 sammen med sin bror Richard Boesen som sømænd rejste til en fætter i Alder Creek i New York, USA, han var atter tilbage i Aarhus 1925, hvor han tog sin sidste DM-medalje.

## Danske mesterskaber
- Bronze 1925 110 meter hæk
- Bronze 1920 Højdespring
- Guld 1920 Femkamp
- Sølv 1919 110 meter hæk
- Guld 1917 Trespring
- Sølv 1917 Højdespring

## Personlige rekorder
- 1000 meter: 2.44.4 1920
- 110 meter hæk: 16,8 1920 (tangered DR)
- Højdespring: 1.70 Østerbro 10 august 1919
- Trespring: 12,99 1917